# Brassière (lingerie)
Pour les articles homonymes, voir Brassière.

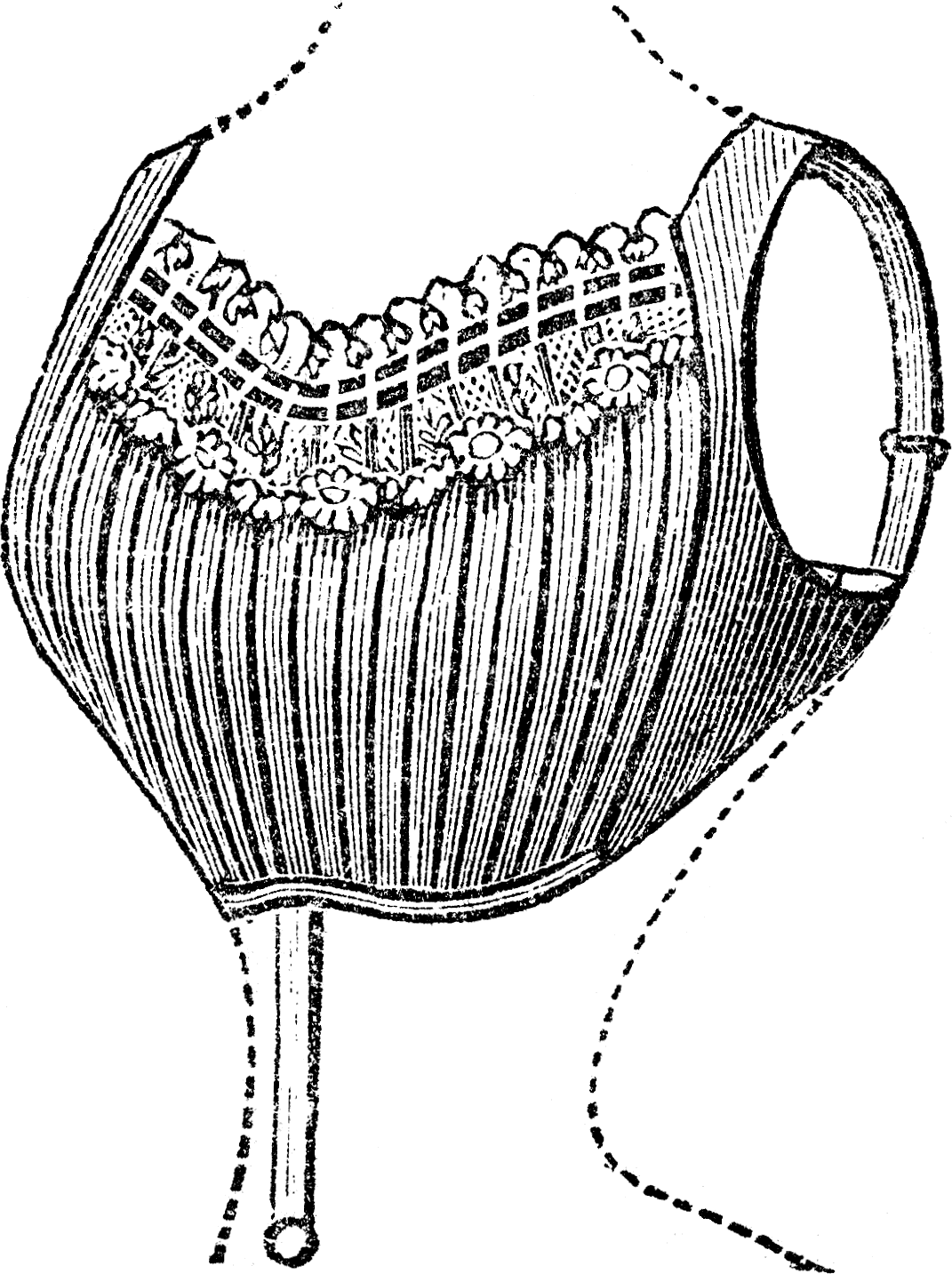
Brassière (Grands Magasins du Louvre de Paris, 1901).

Une brassière est un sous-vêtement féminin.
La brassière permet le maintien de la poitrine dont elle reporte le poids sur les épaules. À l'inverse du soutien-gorge, la brassière, généralement, ne comporte pas deux bonnets individuels, mais plutôt un bandeau de maintien global.
Au Canada francophone, le terme est synonyme de soutien-gorge.